# Musée irlandais d'Art moderne
Pour les articles homonymes, voir Musée d'art moderne.
Le musée irlandais d'Art moderne (en anglais : Irish Museum of Modern Art, en irlandais : Músaem Nua-Ealaíne na hÉireann, abrégé en IMMA) a ouvert en mai 1991. Il est connu comme la première structure nationale pour la collecte et l'exposition d'œuvres d'art moderne et contemporain.

## Histoire
Il est situé dans l'ancien Hôpital Royal de Kilmainham, un bâtiment du XVIIe siècle, près de la gare de Heuston à l'ouest du centre-ville de Dublin. Enrique Juncosa en est son directeur actuel. Avant cela, il était directeur-adjoint du musée Reina Sofía à Madrid. Juncosa, ayant succédé à Declan McGonagle, n'est que le deuxième directeur du IMMA.
Le musée se concentre principalement sur l'achat d'œuvres contemporaines d'artistes encore en vie et n'achète que dans le marché primaire : c'est-à-dire aux studios et aux galeries. Il accepte aussi les dons d'œuvres d'art postérieures à 1940 et, grâce à quelques généreux donateurs, tend à avoir une collection représentative de l'art de cette période. Vu sa jeunesse, le musée jouit d'une collection tout à fait respectable et propose des expositions d'œuvres de ses propres fonds. Le musée se concentre aussi sur l'accueil d'expositions comme le montre le programme de 2007 donné en bas de page. On espère que dans le futur, il sera accordé plus d'espace au musée, pour que ses activités actuelles côtoient une exposition permanente encyclopédique d'art moderne, ce dont l'Irlande manque encore à l'heure actuelle.
Le lieu-même où il est implanté est frappant. Construit sur le modèle de l'Hôtel des Invalides à Paris, le bâtiment est construit autour d'une cour intérieure. Il est donc constitué de longs couloirs le long desquels on trouve une série de salles de taille modeste qui s'emboîtent. Cette architecture si particulière a permis la mise en place d'expositions intéressantes jouissant d'un visuel original, néanmoins, cela limite la capacité du musée à héberger des œuvres de grande taille. De plus, il est difficile de déplacer les œuvres dans le bâtiment. Pourtant, ses nombreuses salles permettent aussi la présentation simultanée de plusieurs expositions et le musée est, finalement, plutôt bien situé. Il a une cour intérieure, de belles façades, un jardin baroque refait à neuf, une charmante salle de banquets et une chapelle. La salle de banquets permet de générer des revenus pour le musée grâce aux mariages et aux conférences, comme le font le café et la boutique de souvenirs (essentiellement une librairie) au sous-sol. L'entrée du musée est libre.
Les anciennes écuries du Royal Hospital ont été restaurées, agrandies et converties en studios d'artistes, ce qui permet au musée d'avoir un programme d'artistes en résidence. Il a aussi un club d'amis du musée, organise des programmes éducatifs et organise des évènements partout dans le pays où il organise l'exposition de ses œuvres en dehors de ses murs.

## Expositions en2007
- Hearth: Concepts of Home from the IMMA Collection in collaboration with Focus Ireland
- Shahzia Sikander
- Georgia O'Keeffe : Nature and Abstraction
- Garrett Phelan
- Alex Katz : New York
- Thomas Demand : L'Esprit d'Escalier
- Alexander Calder et Joan Miró
- (I’m Always Touched) By Your Presence, Dear - New Acquisitions
- .all hawaii eNtrées / luNar reGGae[Quoi ?]